# Porzellanfabrik Mannl
Die Porzellanfabrik Mannl (gegr. 1897) war eine Fabrik für Gebrauchsporzellan in Krummennaab in der Oberpfalz.

## Wirtschaft
Wenzeslaus Mannl ersteigerte 1897 den Großteil der Schlossgebäude in Krummennaab und gründete eine Porzellanfabrik.
Mit etwa 80 Arbeitern begann sie dort ihren Betrieb. Der Export des Gebrauchsporzellans erfolgte weltweit: USA (New York), England (London), Kanada, Afrika, Indien, China, Südamerika, Südseeinseln, Australien, Neuseeland.
Als Nachfolger übernahmen 1913 Ernst (verst. 1919) und Edmund Mannl (verst. 1923) die Leitung der Porzellanfabrik. Vor dem Börsencrash in New York stieg die Anzahl der Angestellten im Geschäftsjahr 1929 auf 279 Fabrikarbeiter. Als Betriebsfirma übernahm die Fa. „Illinger & Co. Porzellanfabrik Krummennaab“ 1931 die weiterhin als offene Handelsgesellschaft existierende Fa. W. Mannl.
1934 erwarb der ehemalige Fabrikdirektor Lange die Porzellanfabrik und führte sie als „Hermann Lange Porzellanfabrik Krummennaab“ weiter.
Im Jahr 1939 wurde der Weidener Porzellanfabrikant Wilhelm Seltmann neuer Eigentümer der Porzellanfabrik in Krummennaab.
Noch im Jahr 2000 waren dort 200 Mitarbeiter beschäftigt. Doch im Jahr 2006 erfolgte das endgültige Aus der Porzellanfabrik.
Der einstige Miteigentümer Edmund Mannl beteiligte sich 1919 an der Bavaria Porzellanmanufaktur Ullersricht AG in  Ullersricht bei Weiden i. d. OPf.